# تطهير الهوية
تطهير الهوية هو مصادرة وثائق الهوية الشخصية وجوازات السفر وغيرها من الوثائق بهدف جعل عودة المُهجَّرين صعبة أو مستحيلة.

## حرب كوسوفو
خلال حرب كوسوفو في دولة صربيا والجبل الأسود، جُرِّد ألبان كوسوفو المطرودون بشكل ممنهج من وثائق الهوية والممتلكات، بما يشمل جوازات السفر، وسندات ملكية الأراضي، ولوحات تسجيل المركبات، وبطاقات الهوية، وغيرها من الوثائق. وبالتزامن مع سياسة طرد ألبان كوسوفو من الإقليم، كانت القوات المسلحة لصربيا والجبل الأسود تصادر جميع الوثائق التي تُشير إلى هوية المُهجَّرين.

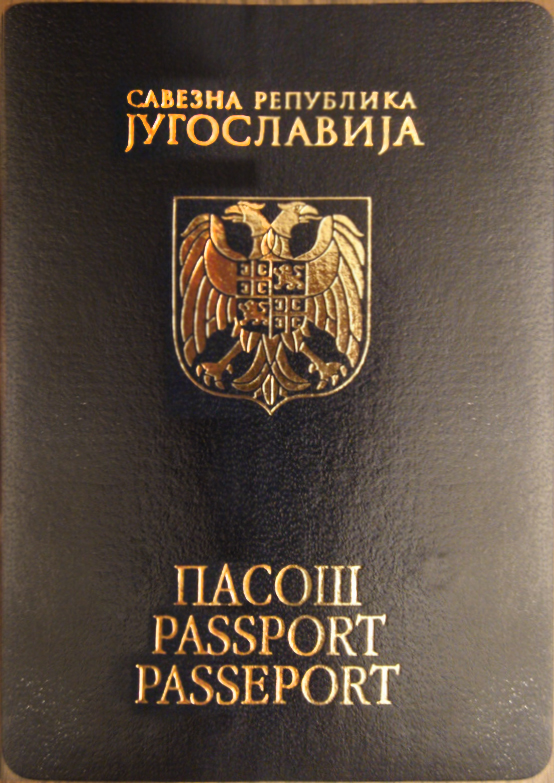
جواز سفر يوغوسلافي

وأفادت منظمة أطباء من أجل حقوق الإنسان (PHR) أن حوالي 60% من المُشاركين في استطلاعها لاحظوا قيام لقوات المسلحة لصربيا والجبل الأسود بإزالة أو إتلاف وثائق الهوية الشخصية. كما وثَّقت منظمة هيومن رايتس ووتش (HRW) الممارسة الشائعة لتطهير الهوية؛ إذ كان اللاجئون المُطرَدون إلى ألبانيا يُجرَّدون باستمرار من وثائق هويتهم ويُجبرون على إزالة لوحات التسجيل من سياراتهم. وتشير هذه الممارسة الإجرامية إلى أن الحكومة كانت تحاول منع عودتهم.
بالإضافة إلى مصادرة الوثائق ذات الصلة من حامليها، بُذِلت جهودٌ أيضًا لإتلاف أي شهادة ميلاد فعلية، بالإضافة إلى أرشيفات أخرى تحتفظ بها الجهات الحكومية، وذلك لاستكمال عملية "التطهير"، وهذا ما كان يُشار إليه أحيانًا باسم "تطهير الأرشيف".
وقد لاقت هذه الممارسة إدانةً عالمية، وقد قُدِّمت أدلةٌ عليها في محاكمات جرائم الحرب التي عُقدت في لاهاي بعد استقرار الوضع في كوسوفو عقب قصف الناتو ليوغوسلافيا وانهيار حكومتها القومية في أكتوبر 2000.. وعلى الرغم من الصعوبات الناجمة عن "تطهير الهوية"، فقد نجحت بعثة الأمم المتحدة للإدارة المؤقتة في كوسوفو ومنظمة الأمن والتعاون في أوروبا في تسجيل 1.3 مليون ناخب حتى الانتخابات البلدية التي جرت في أكتوبر 2002.